# Bacillaire band
Een bacillaire band is een gespecialiseerde rij van in de lengterichting liggende cellen en komt voor bij de rondwormgeslachten Trichuris en Capillaria. Ze bestaan uit kliercellen en een ander type cellen en worden gevormd door de subcutis. De kliercellen hebben poriën in de cuticula. De functie van de bacillaire banden is onbekend. Hun buitengewone structuur duidt erop dat de kliercellen mogelijk een rol spelen in osmotische of ionenregulatie. De andere cellen spelen mogelijk een rol bij de vorming van de cuticula en de opslag van voedsel.

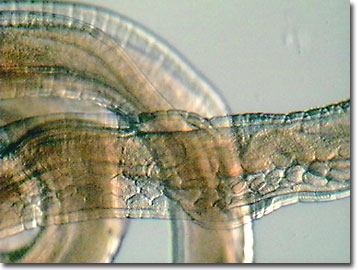
Mannetjes zweepworm (Trichuris trichiura) met bacillaire band
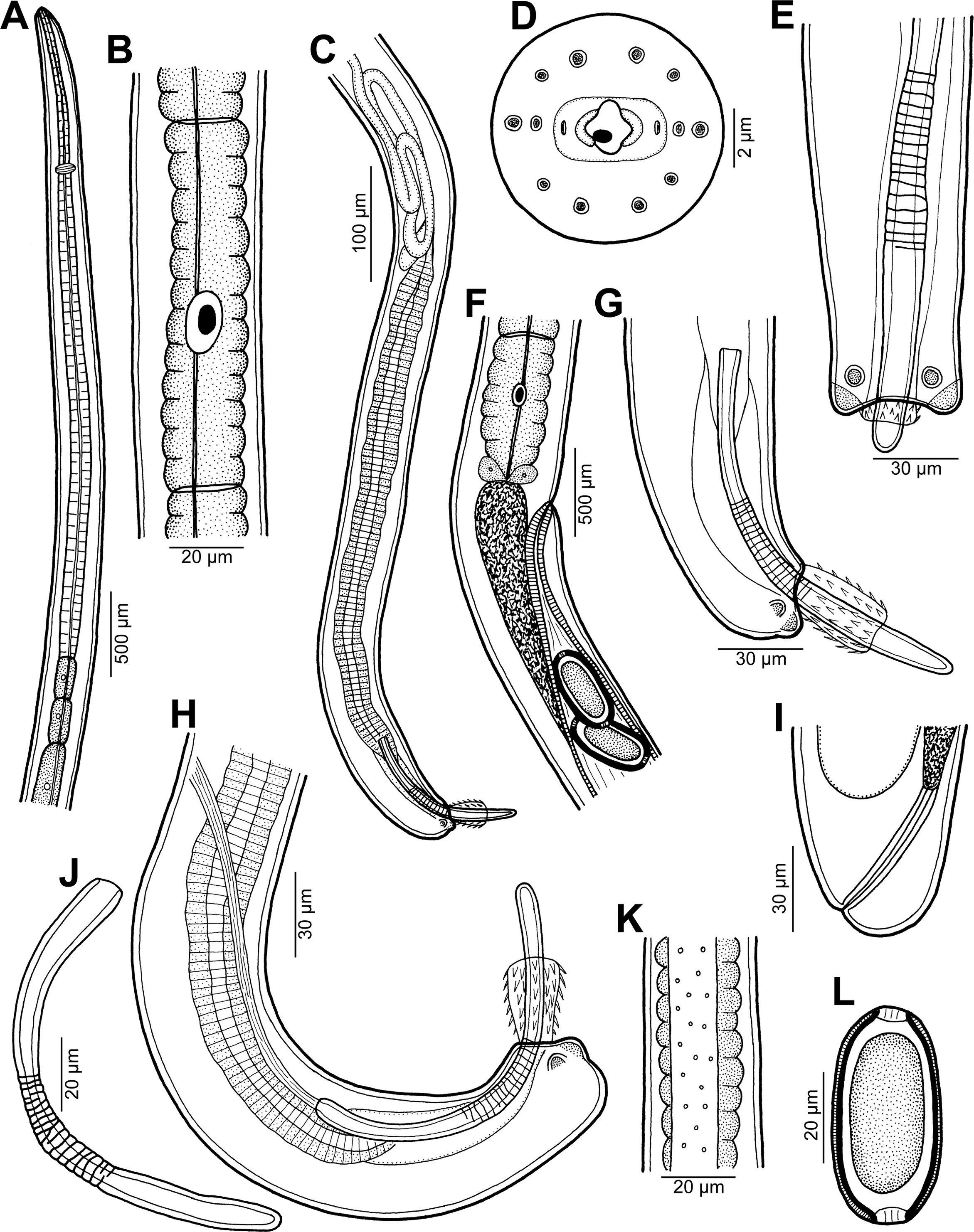
Lichaamsbouw van Capillaria plectropomi. A: voorste uiteinde van mannetje, zijaanzicht. B: stichocyte in het middelste deel van het stichosoom. C: achterste uiteinde van mannetje, zijaanzicht. D: kop van vrouwtje, apicaalaanzicht. E: staarteinde van mannetje, ventraalaanzicht. F: regio van vulva, zijaanzicht. G, H: staarteinde van mannetje verschillende exemplaren), zijaanzichten. I: staart van vrouwtje, zijaanzicht. J: spiculum, zijaanzicht. K: laterale bacillaire band in de farynx, zijaanzicht. L: volledig ontwikkeld ei.
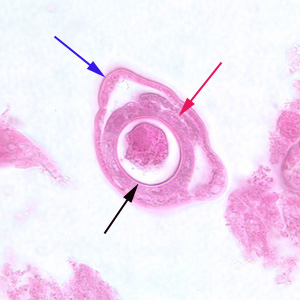
Bacillaire band (blauwe pijl), darm (rode pijl) en uterus met een ei in dwarsdoorsnede (zwarte pijl) bij Capillaria philippinensis
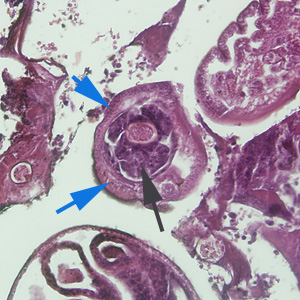
Stichocyte (zwarte pijl) en bacillaire banden (blauwe pijlen) van Capillaria hepatica